# Inés Mandl
Inés Mandl (Viena, Austria 4 de abril de 1917 – 5 de agosto de 2016) científica americana de origen austríaco.

## Biografía

### Primeros años y educación
Inés Hochmuth nació en 1917, en Viena, siendo la única hija de Ernst e Ida Hochmuth. Completó sus estudios primarios y secundarios en una escuela de Austria, después se casó con uno de los compañeros de su padre, Hans Mandl y se mudaron a Londres. Inés obtuvo, durante la Segunda Guerra Mundial, un diploma en Química Tecnológica de la Universidad de Cork.
Después de la guerra, realizó estudios de posgrado de Química en los Estados Unidos, obtuvo un máster en 1947 y presentó su doctorado en 1949 en el Instituto politécnico de Brooklyn (ahora llamada Escuela de ingeniería Tandon de la Universidad de Nueva York).
Fue una de los últimos alumnos de Carl Neuberg, considerado el padre de la bioquímica.

### Carrera
Ines Mandl aceptó un trabajo en el departamento de cirugía de la Universidad de Columbia después de terminar su doctorado en 1949 y de hecho realizó el resto de su carrera en dicha universidad. En 1950, se convirtió en la primera persona en extraer colágeno de la bacteria Clostridium Histolyticum. Otro de sus trabajos fueron la dificultad respiratoria en recién nacidos y la bioquímica del enfisema pulmonar. A lo largo de su carrera ha sido un referente en microbiología y ha sido coautora de más de 140 publicaciones.
En 1972, Mandl fundó una revista académica en su campo llamada Connective Tissue Research siendo la editora de esta revista desde su primera publicación hasta la última en 1986.
Su trabajo tuvo un reconocimiento en 1977 con la Medalla Carl Neuberg de la Sociedad Americana de Químicos y Farmacéuticos Europeos y en 1983 con la Medalla Garvan-Olin de la Sociedad Química Americana. Fue galardonada con la Cruz de honor de ciencias y arte de Austria, elegida miembro de la Academia americana de artes y ciencias y de la Academia de ciencias de Nueva York.
Legado
Inés hizo una importante donación a su alma mater, la Escuela de ingeniería Tandon de la universidad de Nueva York para becas de grado y posgrado en ingeniería química y ciencias biológicas. En las últimas décadas la colagenasa ha empezado a encontrar varias aplicaciones médicas.
La Fundación médica Ines Mandl de Budapest celebró un concurso para conmemorar su 90 aniversario en 2007.

## Premios y reconocimientos
Medalla Carl Neuberg de la Sociedad Americana de Químicos y Farmacéuticos europeos (1977).
Medalla Garvan de la sociedad química americana (1983).